# Atletismo nos Jogos Pan-Americanos de 1995 - Arremesso de peso masculino
A prova do arremesso de peso masculino nos Jogos Pan-Americanos de 1995 foi realizada em 18 de março no Estádio Atlético "Justo Roman".

## Medalhistas
| Ouro                            | Prata                     | Bronze              |
| C. J. Hunter USA Estados Unidos | Jorge Montenegro CUB Cuba | Gert Weil CHI Chile |

## Final
| Posição           | Nome             | Nacionalidade      | Marca | Notas |
| ----------------- | ---------------- | ------------------ | ----- | ----- |
| Medalha de ouro   | C. J. Hunter     | USA Estados Unidos | 20.52 |       |
| Medalha de prata  | Jorge Montenegro | CUB Cuba           | 18.94 |       |
| Medalha de bronze | Gert Weil        | CHI Chile          | 18.71 |       |
| 4                 | Yojer Medina     | VEN Venezuela      | 18.42 |       |
| 5                 | Scott Cappos     | CAN Canadá         | 18.06 |       |
| 6                 | Adrián Marzo     | ARG Argentina      | 15.89 |       |
| 7                 | Jaime Comandari  | ESA El Salvador    | 15.21 |       |
| 8                 | Brian Bynoe      | DMA Dominica       | 14.88 |       |